# Еухенио Сиљер
Еухенио Сиљер (шп. Eugenio Siller) мексички је глумац и певач.

## Филмографија
| Година:   | Српски назив:      | Оригинални назив: | Улога:                                             | Жанр:      |
| --------- | ------------------ | ----------------- | -------------------------------------------------- | ---------- |
| 2015.     | /                  |                   | Педро „Перико“ Перез Гонзалез Леонардо Фуентемајор | теленовела |
| 2014.     | Фатална љубав      |                   | Николас Нуњез / Хавијер Боливар                    | теленовела |
| 2011-2012 | Собарица и сенатор |                   | Кристобал Паркер Салас                             | теленовела |
| 2010-2011 | Аурора             |                   | Мартин Лобос                                       | теленовела |
| 2009.     | Грешне душе        |                   | Хулијан Хуерта Алмада                              | теленовела |
| 2007-2008 | Проклета лепота    |                   | Алехандро Белмонте Аранго                          | теленовела |
| 2006-2007 | /                  |                   | Рафаел Рохас Алонсо                                | теленовела |
| 2006.     | Бунтовници         |                   | Лусијано                                           | теленовела |